# トニー・スピリダキス
トニー・スピリダキス（Tony Spiridakis、1959年 - ）は、アメリカ合衆国の映画監督。

## 作品
- 殺人者はハリウッドがお好き!?
- 失恋セラピスト
- 甘い囁き
- クイーンズ・ロジック/女の言い分・男の言い訳

## 出演作品
- Dr.HOUSE　―ドクター・ハウス― シーズン3
- スーパー・マグナム（エンジェル）